# Jorge Sánchez
Jorge Eduardo Sánchez Ramos (Torreón, 10 de dezembro de 1997) é um futebolista mexicano que atua como lateral-direito. Atualmente defende o Cruz Azul.

## Carreira

### Santos Laguna
Formado pela academia de juniores do Santos Laguna, ele fez sua estreia em 18 de setembro de 2016 contra o Club Universidad Nacional em uma vitória por 3–1, jogando todos os 90 minutos. Em junho de 2018, foi contratado pelo América.

### Ajax
Sánchez terminou a temporada 2022-23 com 26 jogos, com três gols e três assistências.

## Seleção Mexicana
Sanchez foi titular da seleção mexicana na Copa do Mundo do Catar e parte do elenco que conquistou a medalha de bronze nas Olimpíadas de Tóquio, em 2020.

## Títulos
Santos Laguna
- Liga MX: Clausura 2018

América
- Liga MX: Apertura 2018
- Copa México: Clausura 2019
- Campeón de Campeones: 2019

Porto
- Taça de Portugal: 2023–24

Cruz Azul
- Copa dos Campeões da CONCACAF: 2025[4]

México
- Jogos Olímpicos: 2020 (medalha de bronze)
- Copa Ouro da CONCACAF: 2023
- Liga das Nações da CONCACAF: 2024–25